# 羚羊河南方古猿
羚羊河南方古猿，又名南方古猿羚羊河種、加扎勒河南方古猿或南方古猿加扎勒河種是人科的化石，最初於1993年由古生物學家米歇爾·布呂內在乍得的加扎勒河發現。這次發現了一個下頜骨碎片、第二下門齒、兩顆下犬齒及所有四顆的前臼齒，這些牙齒都仍在腭齦內。這個標本編號為KT-12/H1，布呂內為了紀念他的同窗而將這個標本命名為「Abel」。發現這個標本的位點是在東非大裂谷以西約2500公里，估計屬於300-350萬年前。
羚羊河南方古猿的下頜骨很像阿法南方古猿，故有指牠根本不是一個新的物種，而只是屬於阿法南方古猿的變種範圍內。1996年，布呂內將KT 12/H1定為羚羊河南方古猿的原模標本。但是，由於布呂內將這個標本關起來，以致與1999年的國際動物命名法規有所抵觸，故此他的說法難以證明。羚羊河南方古猿是唯一在中非發現的南方古猿類，故此早期人類演化可能有第三個起源點。

## 外部連結
- http://www.msu.edu/~heslipst/contents/ANP440/bahrelghazali.htm （页面存档备份，存于）
- http://www.columbia.edu/itc/anthropology/v1007/2002projects/web/australopithecus/austro.html （页面存档备份，存于）